# Архипов, Иван Васильевич
Ива́н Васи́льевич Архи́пов (18 апреля [1 мая] 1907, Калуга — 28 февраля 1998, Москва) — советский государственный деятель.
Депутат Совета Национальностей Верховного Совета СССР 9—11 созывов от Свердловского избирательного округа № 25 РСФСР. Член ЦК КПСС (1976—1989). Герой Социалистического Труда (1977).
В 2009 году был включён в Список 60 иностранцев, оказавших большое влияние на Новый Китай.

## Биография
Родился 18 апреля (1 мая) 1907 года в городе Калуга, русский.
- 1921—1929 — токарь железнодорожных мастерских, Калуга.
- В 1932 году окончил Московский станкоинструментальный институт.
- 1932—1933 — инженер-конструктор завода, Ковров.
- 1933—1937 — старший мастер, заместитель начальника цеха, начальник цеха на металлургическом заводе имени Ф. Э. Дзержинского, Днепродзержинск.
- 1937—1938 — главный механик Криворожского металлургического завода.
- 1938—1939 — первый секретарь Криворожского горкома КП(б)У.
- 1939—1943 — заведующий отделом цветной металлургии Управления кадров ЦК ВКП(б).
- 1943—1948 — заместитель наркома (министра) цветной металлургии СССР.
- 1948—1950 — заместитель министра металлургической промышленности СССР.
- 1950—1951 — главный советник по экономическим вопросам В Государственном Экономическом Совете КНР.
- 1950—1953 — первый заместитель министра цветной металлургии СССР.
- 1953—1954 — заместитель министра металлургической промышленности СССР.
- 1953—1958 — главный советник по экономическим вопросам В Государственном Экономическом Совете КНР.
- 1954—1957 — заместитель министра цветной металлургии СССР.
- 1958—1974 — заместитель (1958–1959), первый заместитель председателя Госкомитета Совмина СССР по внешним экономическим связям.
- 1974—1980 — заместитель председателя Совета Министров СССР.
- 1980—1986 — первый заместитель председателя Совета Министров СССР.

Депутат Верховного Совета СССР 9–11 созывов. Член ВКП(б) с 1928, член ЦК КПСС в 1976–1989 годах. Делегат XXV, XXVI, XXVII съездов КПСС.
С октября 1986 года на пенсии, персональный пенсионер союзного значения. Выведен из состава ЦК КПСС на пленуме ЦК в апреле 1989 года.
Умер 28 февраля 1998 года. Похоронен на Троекуровском кладбище в Москве.

## Награды
- Герой Социалистического Труда (29.04.1977);
- 5 орденов Ленина (07.02.1939; 23.02.1945; 17.12.1966; 29.04.1977; 30.04.1982);
- орден Октябрьской Революции (18.10.1971);
- 2 ордена Трудового Красного Знамени (25.07.1942; 04.05.1957);
- медаль «За трудовую доблесть» (24.02.1954);
- медаль «За трудовое отличие» (05.05.1949);
- другие медали;
- Почётный гражданин Кривого Рога (17.03.1982)[11];
- Орден «Карлос Мануэль де Сеспедес» Республики Куба (1986)[12].

## Семья
- Жена — Архипова (Карпихина) Екатерина Дмитриевна (1912—2006)
- Дети:
  - Сын — Архипов Леонид Иванович (1934—2016);
  - Дочь — Суетина (Архипова) Зинаида Ивановна (род. 1936);
  - Дочь — Болотова (Архипова) Алина Ивановна (1938—2022);
  - Сын — Архипов Борис Иванович (род. 1940);
  - Сын — Архипов Александр Иванович (1945—2020).
- Внуки:
  - Степанов Алексей Борисович (род. 28.12.1959) — полковник запаса, историк-униформолог[13].
  - Архипов Иван Борисович (род. 16.06. 1966) руководит созданным в 2013 году в память об Архипове Иване Васильевиче Фондом развития социально-экономических взаимоотношений между Россией и Китаем им. Архипова И.В.Фонд имени Архипова И.В. https://arkhipovfund.ru/